# Karun-3
Karun-3 ist der Name einer großen Talsperre am Fluss Karun in der Provinz Chuzestan im Iran, die zur Stromerzeugung gebaut und 2004 fertiggestellt wurde. Am 8. November 2004 wurde sie im Beisein des Energieministers eingeweiht und eingestaut.
Der Karun ist der wasserreichste, längste und der einzige schiffbare Fluss im Iran. Die Staumauer des 60 km langen Stausees ist eine Bogenstaumauer und befindet sich 28 km östlich von Izeh, 140 km von Ahvaz und 120 km flussaufwärts der Talsperre Karun-1 (Shahid-Abbaspur-Talsperre). 
Die Planungen für das Projekt begannen 1978 und wurden von einem iranisch-kanadischen Gemeinschaftsunternehmen ausgeführt.
Die Staumauer wurde auf einem festen kalkhaltigen mergeligen Sedimentgestein im seismisch aktiven westlichen Zagros-Gebirge errichtet.
Die Talsperre verfügt über drei Hochwasserentlastungen mit Abflussleistungen von 8700, 1500 und 2800 m³/s, zusammen 13.300 m³/s. Die Kraftwerks-Kaverne, in der acht Francis-Turbinen und Generatoren mit einer Leistung von je 250 MW (zusammen 2000 MW) untergebracht sind, befindet sich 500 m unterhalb der Staumauer im Felsuntergrund. Sie hat die Abmessungen Länge × Breite × Höhe = 250,40 m × 25,43 m × 47,70 m.
Die Kronenlänge wird mit 462 m (offensichtlich für die Staumauer einschließlich der Hochwasserentlastung) bzw. mit 388 m (nur für die Staumauer) angegeben.